# ユーラシアグループ
ユーラシア・グループ（英語: Eurasia Group）は、世界最大の政治リスク専門コンサルティング会社。 
1998年に政治学者のイアン・ブレマーによって設立された。立ち上げ当初は、同氏の専門分野であり、社名の由来でもある旧ソビエト連邦や東欧諸国にフォーカスしていたが、現在は全世界の分析を行っている。同社のアナリストは、アジア、中南米、中東、ユーラシア、欧州、北米、アフリカなど世界各国の政治、経済、社会、安全保障などの動向をウォッチしている。この他、国境を越えた課題として注目が高まるエネルギーやその他資源、気候変動、貿易、公衆衛生、金融規制などについても分析している。ユーラシア・グループのアナリストは各国の政治経済の中枢人物などとの人脈を通じて情報収集をしている。

## 概要
ユーラシア・グループは、ニューヨーク本社のほか、ワシントンD.C.、ロンドンに拠点を持ち、正社員は130名。同社はアジア、中南米、北米、欧州、ユーラシア、中東、アフリカなど世界99カ国の調査を行っている。
同社は政治学の側面からリスク評価をする手法を金融業界に初めて体系的に取り入れた会社として知られている。2001年にユーラシア・グループは、ドイツ銀行とのジョイント・ベンチャーで各国政治の安定度を測定する政治リスク指標「DESIX(Deutsche Bank Eurasia Group Stability Index)」を作成。ユーラシア・グループの政治アナリストとドイツ銀行の経済アナリストなどが専門知識を寄せ合い、編み出した。2007年より、この手法を応用し、グローバル・ポリティカル・リスク・インデックス（世界の政治リスク指数（GPRI））と名称を変え、毎月、同指数を発行している。政治経済の体制移行を研究する専門家が10年以上の数値をもとに開発した同指数は、各国が政治、経済、社会、安全保障などの様々な変動にどれほど耐えることができるかを測定し、傾向を予測する。
ユーラシア・グループは、各国の政治情勢や地政学的リスクがビジネスに与える影響について分析し、顧客向けに定期的にメールなどで情報提供する他、企業より個別に調査を受託し、コンサルティング業務や同社アナリストへのアクセスなどをサービスとして提供する。同社の顧客約400社には、大手投資銀行、大手機関投資家、政府系機関、エネルギー、小売業、テレコムなど様々な業界の多国籍企業が含まれる。
ユーラシア・グループは2006年3月に、プライスウォーターハウスクーパースとグローバル戦略提携を結び、世界で展開する多国籍企業がリスク管理能力を強化するためのサービスを共同で開始している。

## 世界の10大リスク
毎年1月、ユーラシア・グループはその年の世界の10大リスクを発表する。同リストは同社ウェブサイト上に年末まで掲載され、1年間閲覧が可能となっている。2010年には、誕生したばかりの民主党・鳩山政権を10大リスクの第5位に挙げ、日本のマスコミで注目されたが、年内に交代の可能性があるとの予想を的中させた。
2011年には、最大のリスクとして「Gゼロ」の世界という概念を発表。 かつて有力だったG7はG20へ移ったが、共通基盤がないG20は実質的に問題解決の機能を果たしていない。同社は、米国主導の体制が終わり、世界的なリーダーシップが欠如している今日の状況を「Gゼロの世界」と呼んでいる。イアン・ブレマー社長が執筆した「Every Nation for Itself: Winners and Losers in a G-Zero Wold” (邦題：『Gゼロ』後の世界  主導者なき時代の勝者はだれか)」は、2012年6月に日本語版が発行されている。
2013年の最大のリスクは「新興市場」を挙げ、政治リスクの注目が先進国から途上国に回帰するとした。従来のようにBRICSをはじめ新興国の全てをひとまとめに並外れた成長エンジンとして位置づけるべきではないと述べている。今後は、途上国の中でどの国がさらなる発展段階に進む道に踏み止まるのに十分な政治資本（国内での政治的な影響力）を保持しているかを見極める必要があると主張している。また、第5位に日本を挙げ、「Gゼロ」の世界において、構造的な負け組であるJIBs（日本、イスラエル、英国）としてランクイン。

## 日本での活動
ユーラシア・グループは、現在、大手総合商社、エネルギー関連会社、重工業、銀行、証券、保険、政府系機関、自動車や総合家電メーカーをはじめとした各種製造業など約40社の日本企業の顧客にサービスを提供している。
近年の日本国内の成熟した市場を背景に、成長を遂げる新興市場をはじめとした海外市場への日本企業の関心の高まりを受け、各国の政治リスク情報への需要も増加傾向にある。同社アナリストの分析は世界的に展開を図る企業の経営層も活用している。

## 日本のマスコミ報道
（テレビ）
- テレビ東京 モーニングサテライト（特集)（2012年10月10日）
- テレビ東京 モーニングサテライト(今日のおまけ)（2012年10月10日）
- ロイター・ビジネスウィークリー（2012年9月24日）
- ロイター・ビジネスウィークリー（2013年１月14日）
- テレビ東京　モーニングサテライト（専門家の見方)（2013年2月4日）

（新聞・雑誌記事）
- 「対中外交は、グローバリゼーションへの対応は？指導国なき「Ｇゼロ」の世界で日本が取るべき針路」（ダイヤモンド・オンライン、2012年9月28日）
- 「Gゼロ時代、日中の衝突不可避」（日経ＢＰ、2012年10月25日）
- 中国など新興国の政治不安、今年の大きなリスクにーイアン・ブレマー氏（朝日新聞／ロイター、2013年1月14日）
- 「世界政治の行方（3）日本の繁栄こそが中国へのベスト・リベンジ ＴＰＰに参加しアジア諸国との関係強化を――ユーラシア・グループ代表、コロンビア大学教授イアン・ブレマー氏に聞く」（ダイアモンド・オンライン、2013年2月4日）
- 毎日新聞「時代の風」へのイアン・ブレマーの連載（毎日新聞、2013年4月〜2014年3月）

## ユーラシアグループ執筆レポート
- 「2013年エネルギー・金属市場に関連する政治リスク」（PwC向けに発行、2013年1月31日）
- 「アジアフロンティア経済　ミャンマー、ラオス、カンボジア、ベトナム」（PwC向けに発行、2012年6月21日）
- 「米国および日本に迫るユーロ圏のリスク」（PwC向けに発行、2012年1月13日）